# پاراناگوئه
پاراناگوئه (به پرتغالی: Paranaguá) یک منطقهٔ مسکونی در برزیل است که در پارانا واقع شده‌است. پاراناگوئه ۸۲۶٫۶۷۴ کیلومتر مربع مساحت و ۱۵۳٬۶۶۶ نفر جمعیت دارد و ۵ متر بالاتر از سطح دریا واقع شده‌است.